# Alberto Granado
Alberto Granado Jiménez (Córdoba, 8 de agosto de 1922 — Havana, 5 de março de 2011) foi fundador da Escola de Medicina de Santiago de Cuba e escritor, era filho de um imigrante espanhol que trabalhava como condutor de trem, foi o companheiro de Che Guevara (1928-1967) em uma viagem pela América Latina em 1952. Percorreram 10 mil quilômetros a bordo de uma antiga motocicleta inglesa de Alberto (Norton de 500 cc), batizada de "La Poderosa II" em homenagem a uma velha bicicleta da sua juventude, a "La Poderosa I".

## Biografia
Na época da viagem com Che Guevara, Alberto era um jovem bioquímico de 29 anos, amante das farras, literatura e medicina. Seu apelido era "Petiso" (Baixinho) porque tinha menos de 1,52 de altura. Adorava dançar, beber vinhos, organizar times de futebol e de rúgbi e escrever para um jornal. Para ele, o mais importante era ter uma família, conhecer o mundo e fazer pesquisa em sua área médica. Sonhava ser um pesquisador.
Aos 20 anos, quando cursava o primeiro ano de bioquímica e farmacologia na Universidade de Córdoba, Alberto conheceu Ernesto Guevara, então com quatorze anos, num treino de rúgbi. Alberto era o treinador do time local de rúgbi, o Estudiantes, e o aceitou na equipe. Eles se tornaram amigos íntimos. Alberto ganhou de Ernesto o apelido de Mial, que significa mi Alberto.
Em novembro de 1943, Alberto Granado foi preso na penitenciária central de Córdoba, localizada na Plaza San Martín, junto com estudantes e professores que protestavam nas ruas da cidade contra as medidas repressivas adotadas pelo Ministro da Guerra General Pedro Ramírez. Na cadeia, recebia as visitas do amigo Ernesto e de seus irmãos que levavam comida. A libertação aconteceu no início de 1944.
Quatro anos depois, formou-se em medicina e passou a se dedicar à pesquisa científica. Em 1950, trabalhava no leprosário José J. Puente, em San Francisco del Chanar, onde fazia pesquisas sobre as susceptibilidades imunológicas dos leprosos.
A viagem pela América Latina aconteceu dois anos depois e é descrita no filme Diários de Motocicleta (2004), do brasileiro Walter Salles. Para escrever o roteiro do filme, Salles contou com o apoio de Alberto e seus relatos no livro Travelling with Che Guevara: The Making of a Revolutionary, originalmente publicado em espanhol em Cuba em 1978. A primeira tradução em inglês foi publicada pela Random House UK em 2003.
A ideia de viajar pelo continente sul-americano partiu de Alberto. Há anos ele sonhava com a viagem, mas até então não tinha tomado nenhuma iniciativa. Sua família considerava "a viagem de Alberto" como uma fantasia. No entanto, com quase 30 anos de idade, Alberto convidou Ernesto para a aventura. O jovem Che, então com 23 anos, estava cansado da rotina de aulas e prova da faculdade de medicina e aceitou na hora.
A viagem aconteceu na improvisação. Em 4 de janeiro de 1952, os dois jovens argentinos saíram de Córdoba, passaram pelo Chile, Peru, Colômbia e, oito meses depois, no dia 26 de julho, separaram-se na Venezuela. Eles viveram experiências cruciais, entre elas a passagem por uma colônia de leprosos de San Pablo, no Peru, e só voltaram a se encontrar depois de 8 anos.
Depois da viagem com Ernesto, Alberto radicou-se em Caracas, na Venezuela, onde se casou em 1955 com a venezuelana Delia. O casal ficou menos de cinco anos na Venezuela e teve três filhos.
O reencontro com Che Guevara aconteceu no dia 24 de julho de 1960, no Banco de Cuba. Alberto chegou ao local com sua família e decidiu abandonar seu trabalho na faculdade na Venezuela e ficar de vez no país. Chegou a ensinar bioquímica na Universidade de Havana e ocupou uma posição no Ministério da Saúde.
Uma vez em Cuba, Alberto não pegou em armas. Segundo o livro Che Guevara, uma biografia, escrito por Jon Lee Anderson, suas discussões de mudar o mundo eram apenas teóricas. "Se olhasse pela luneta de um fuzil para um soldado, Alberto veria um homem com mulher e filhos – enquanto Che, puxava o gatilho porque, ao matá-lo, estava ajudando a diminuir a repressão."
Ainda segundo a obra de Anderson, ele era "uma das poucas pessoas que podiam criticar Che na sua frente sem que nada acontecesse". Ele o contestava sobre excesso de rigidez na sua personalidade e seu desprezo pelos "covardes", mentirosos e puxa-sacos.
Em outubro de 1961, Alberto mudou-se com sua família de Havana para Santiago com a intenção de instalar uma escola de pesquisas biomédicas na universidade da cidade. Um ano depois, ajudou Che a recrutar argentinos para participar de uma guerrilha.
Os velhos amigos se viram pela última vez durante um jantar no restaurante Fontana de Trevi, na companhia das suas mulheres, Aleida e Delia, respectivamente. Che tinha, a essa altura, pedido a Fidel Castro a demissão do Ministério da Indústria para dar início a sua viagem ao exterior, iniciada em dezembro de 1964.
Especialista em genética molecular, Alberto aposentou-se em 1994. Antes de falecer, morava em Cuba com a família, mantinha seu gosto por rum e tango e costumava viajar pelo mundo fazendo palestras sobre o amigo Che e as experiências que compartilharam. Ele falava do Che médico, do Che esportista e do Che ideólogo. Publicou alguns livros sobre seu relacionamento com ele. Conserva-se um entusiasta da revolução organizada por Fidel Castro.

## Morte
Granado morreu de causas naturais em 5 de março de 2011, aos 88 anos de idade. De acordo com a rede de televisão cubana, Granado desejava que seu corpo fosse cremado e suas cinzas espalhadas em Cuba, Argentina e Venezuela.
Sua morte ocorreu coincidentemente no 51º aniversário da famosa foto de Che Guerrillero Heroico tirada por Alberto Korda.

### Família
Com sua esposa venezuelana Delia Maria Duque (casou-se em 1955), ele teve três filhos (Alberto, Delita e Roxana). Um de seus filhos, também chamado Alberto Granado, é dono da Cuba's Africa House, um centro em Havana que celebra a cultura africana.

## Itinerário da viagem com Che pela América Latina
Argentina
- Córdoba, dezembro de 1951
- Buenos Aires, saída em 4 de janeiro de 1952
- Villa Gesell, 6 de janeiro
- Miramar, 13 de janeiro
- Necochea, 14 de janeiro
- Bahia Blanca, chegada em 16 de janeiro e partida no dia 21 do mesmo mês
- Caminho para Choele Choel, 22 de janeiro
- Choele Choel, 25 de janeiro
- Piedra del Águila, 29 de janeiro
- San Martín de los Andes, 31 de janeiro
- Nahuel Huápi, 8 de fevereiro
- Bariloche, 11 de fevereiro

Chile
- Peulla, 14 de fevereiro
- Temuco, 18 de fevereiro
- Lautauro, 21 de fevereiro
- Los Angeles, 27 de fevereiro
- Santiago do Chile, 1º de março
- Valparaíso, 7 de março
- A bordo do San Antonio, 8 a 10 de março
- Antofogasta, 11 de março
- Baquedano, 12 de março
- Chuquicamata, 12 de março
- Iquique, 20 de março
- Arica, 22 de março

Peru
- Tacna, 24 e 25 de março
- Puno, 26 de março
- Velejam do lago Titicaca, 27 de março
- Juliaca, 28 de março
- Sicuani, 30 de março
- Cuzco, 31 de março a 3 de abril
- Machu Picchu, 4 e 5 de abril
- Cuzco, 6 e 7 de abril
- Abancay, 11 de abril
- Huancarama, 13 de abril
- Huambo, 14 de abril
- Huancarama, 15 de abril
- Andahuaylas, 16 a 19 de abril
- Ayacucho, 22 de abril
- La Merced, 25 e 26 de abril
- Entre Oxapampa e San Ramón, 27 de abril
- San Ramón, 28 de abril
- Tarma, 30 de abril
- Lima, 1º a 17 de março
- Cerro de Pasco, 19 de maio
- Pucallpa, 24 de maio
- A bordo do La Cenepa, rio Ucayali, 25 a 31 de junho
- Iquitos, 1º a 5 de junho
- A bordo do Cisne, 6 a 7 de junho
- San Pablo, colônia de leprosos, 8 a 20 de junho
- A bordo do Mambo-Tango, no rio Amazonas, 21 de junho

Colômbia
- Leticia, 23 de junho a 1º de julho
- Em trânsito em Tres Esquinas, 2 de julho
- Madri, aeroporto militar a 30 km de Bogotá
- Bogotá, 2 a 10 de julho
- Cúcuta, 12 e 13 de julho

Venezuela
- San Cristóbal, 14 de julho
- Entre Barquisimento e Corona, 16 de julho
- Caracas, 17 a 26 de julho

Fonte: De Moto pela América do Sul, de Ernesto Che Guevara (Sá Editora, 2003);